# Lissotriton boscai
Il tritone di Boscá (Lissotriton boscai Lataste, 1879) è un anfibio caudato appartenente alla famiglia dei Salamandridi.

## Descrizione
Il tritone di Boscá è un tritone acquatico relativamente piccolo, dalla pelle liscia. Sul suo capo non sono presenti bande laterali scure, ma solo un solco longitudinale. Il dorso è brunastro, giallastro o verde olivastro con macchie nere, sulla terraferma spesso con una linea mediana rossastra. La gola e il ventre vanno dall'arancione al giallo con macchioline nere circolari, mentre la zona di transizione verso il dorso forma una banda laterale chiara dai bordi indefiniti. Il maschio non è provvisto di una cresta dorsale. In acqua entrambi i sessi presentano una cresta caudale bassa e, generalmente, un breve filamento caudale, ma nessuna palmatura delle zampe posteriori. La lunghezza totale è di 5-9 cm nei maschi e di 6-10 cm nelle femmine.

## Biologia
La stagione riproduttiva del tritone di Boscá si svolge, a seconda dell'altitudine e della posizione geografica, soprattutto tra autunno e primavera, in genere da ottobre a giugno. L'accoppiamento avviene con modalità simili a quelle del tritone alpino, ma i rituali di corteggiamento dei maschi sono ancora più intensi e leggermente più complicati. Poi la femmina depone, nell'arco di 2-3 mesi, 150-250 uova che distribuisce sulle piante acquatiche..

## Distribuzione e habitat
Si tratta di una specie delle medie altitudini montane, diffusa nelle foreste di tutto il Portogallo e della Spagna occidentale, ma anche su campi coltivati dal livello del mare fino a 2000 m. Durante la stagione riproduttiva è possibile osservare questi tritoni in piccole raccolte d'acqua stagnante come laghetti e pozzanghere, ma anche in pozzi, cisterne o corsi d'acqua a flusso lento. In estate vivono invece sulla terraferma, sotto sassi e legno morto.